# Pittosporum cacondense
Pittosporum cacondense là một loài thực vật có hoa trong họ Pittosporaceae. Loài này được Exell & Mendonça miêu tả khoa học đầu tiên năm 1936.